# Grain de blé

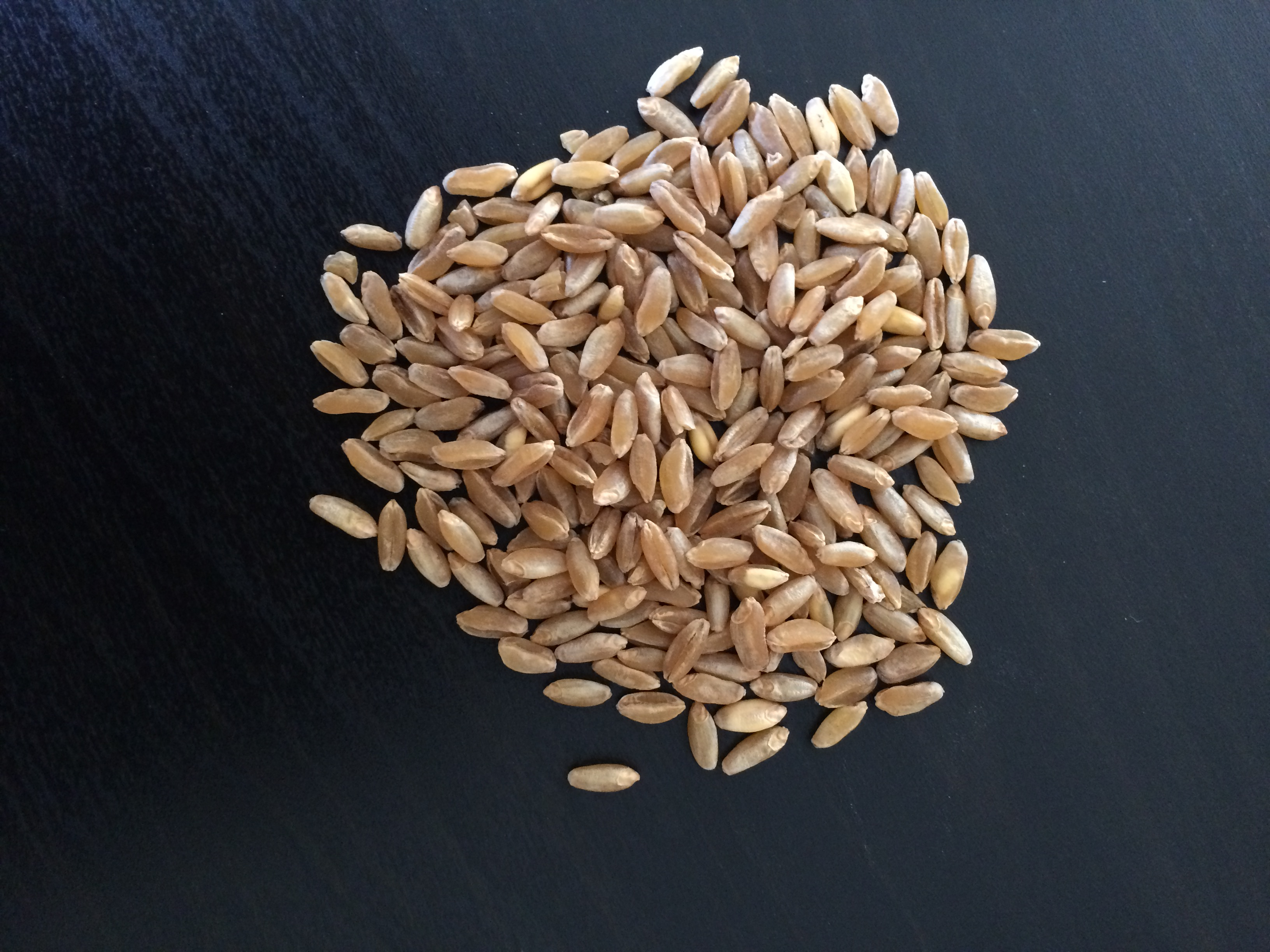
Des grains de blé.

De forme ovale, le grain de blé a une couleur variant du roux au blanc. Sur le plan botanique, le grain de blé n'est pas une graine, mais un fruit particulier, un caryopse.
En fonction de l'aspect du grain, vitreux ou translucide, et du degré de dureté à la mouture, on distingue plusieurs types de blés dont l'utilisation commerciale est différente : deux types en Europe : blé dur et blé tendre, et trois en Amérique du Nord : blé dur, blé tendre vitreux (blé de boulangerie) et blé tendre (blé de biscuiterie-patisserie).

## Caractéristiques
- longueur : 1 à 9 mm
- largeur : 2 à 3 mm
- épaisseur : 4 à 5 mm
- poids : 30 à 50 mg[2]

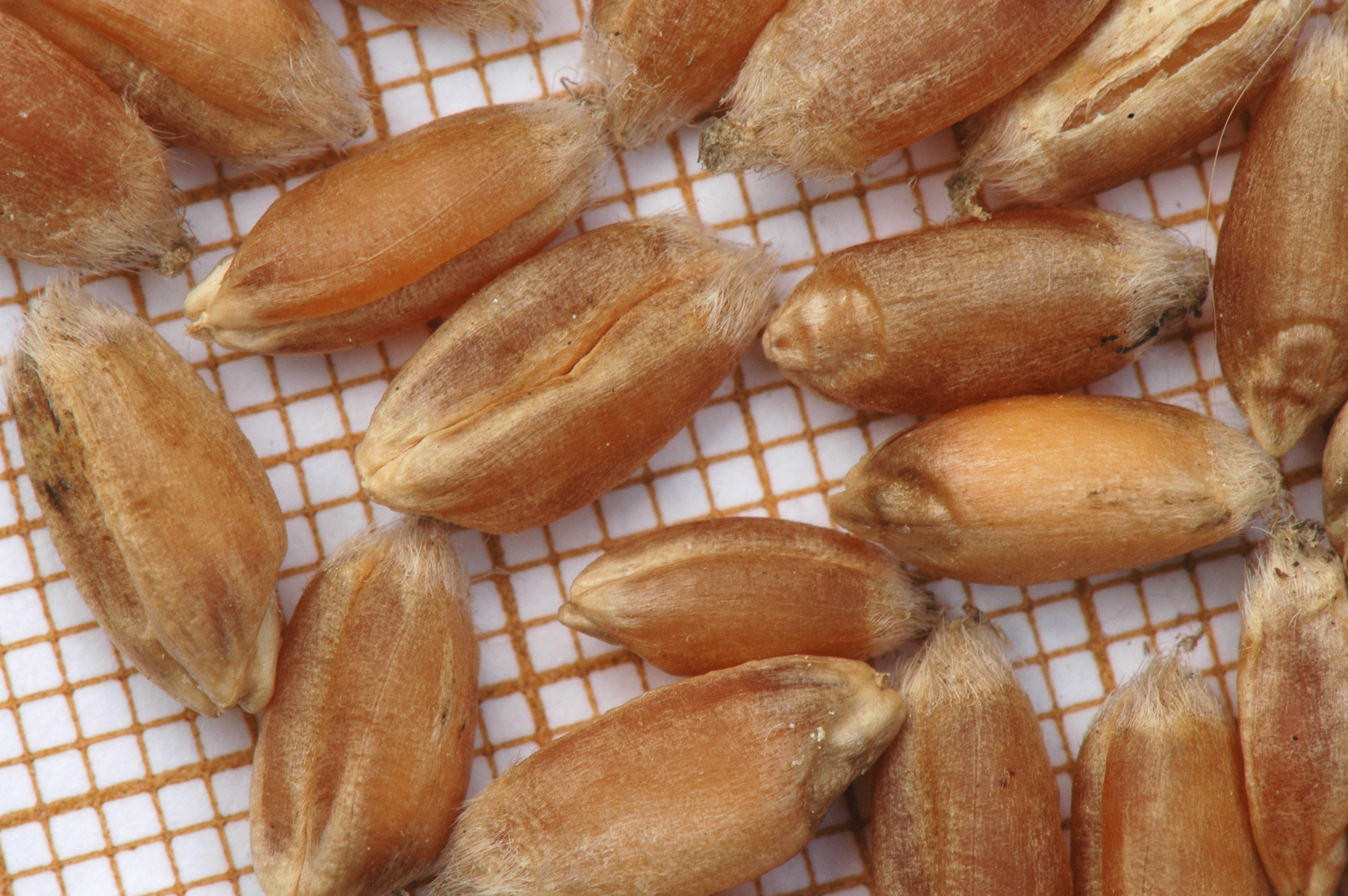
Grains de blé en gros plan.

Le grain de blé présente sur sa face dorsale un germe à l'extrémité inférieure et la « brosse » (système respiratoire du grain[réf. nécessaire]) à l'autre extrémité, et sur sa face ventrale un sillon longitudinal courant sur toute la longueur du grain.

## Structure

Structure schématique d'un grain de blé (coupe longitudinale).

Le grain de blé est un caryopse, type de fruit sec indéhiscent, spécifique des graminées, contenant une seule graine dont le tégument est intimement soudé au péricarpe du fruit.
Le grain est protégé par des enveloppes qui sont, de l'extérieur vers l'intérieur, le péricarpe du fruit, puis le tégument de la graine ou testa et l'épiderme du nucelle (ou bande hyaline).
Le péricarpe est composé de plusieurs couches :
- péricarpe externe ou épicarpe, composé de deux couches de cellules, épiderme et hypoderme, très intimement soudées. L'épiderme est couvert d'une cuticule fine.
- péricarpe interne, composé de trois couches : cellules intermédiaires (qui ne forment pas une couche continue), cellules transversales, ou mésocarpe, et cellules tubulaires ou endocarpe, présentes surtout dans la partie dorsale du grain[4].

La graine est composée de trois parties :
- une enveloppe comprenant le tégument séminal ou testa, appelé aussi spermoderme, et la bande hyaline, ou périsperme, constituée par les restes de l'épiderme du nucelle ;
- l'albumen (appelé « endosperm » par les Anglo-saxons), composé pour l'essentiel par l'albumen amylacé qui forme l'« amande » du grain de blé, composée de cellules remplies de grains d'amidon, ou amyloplastes, enchâssés dans une matrice protéique, et entourée d'une couche de cellules, la couche à aleurone ou assise protéique ; cette couche monocellulaire est la seule partie vivante de la graine avec le germe ;
- le germe ou embryon, constitué de deux parties :  l'axe embryonnaire qui comprend l'embryon proprement dit, préfiguration de la future plantule, comprenant vers le haut la gemmule coiffée par le coléoptile et vers le bas la radicule coiffée par le coléorhize, et flanqué du côté de l'albumen par le scutellum, qui est le cotylédon rudimentaire[4].

## Anatomie
Sur le plan technologique de la meunerie, le grain de blé comprend trois parties essentielles :
- les enveloppes (13 à 16 % de la masse totale du grain, y compris l'assise protéique) ;
- l'amande farineuse (82 à 84 %) ;
- le germe (2 à 3 %).

### Enveloppes
Les premières enveloppes du grain, qui peuvent être enlevées en grattant avec l'ongle, sont les « vêtements » du grain qui protègent l'amande farineuse. Lors de la mouture, on doit « déshabiller » le grain pour ne garder que le contenu de l'amande farineuse.
Les enveloppes donnent le son et les issues. Elles sont riches en minéraux.
Le blé étant une céréale à grains nus, ces enveloppes ne doivent pas être confondues avec les glumes et glumelles. Chez le blé, celles-ci sont éliminées lors du battage et constituent la balle,  tandis que chez les céréales dites « vêtues », comme l'épeautre, l'orge ou le riz, elles sont adhérentes au grain qui doit être décortiqué avant mouture. Elle représente 13 à 15% du grain de blé.

### Amande farineuse
C'est le composant le plus important quantitativement et qualitativement ; le meunier doit donc prendre beaucoup de soin pour extraire cette amande, dont la qualité et la proportion des principaux composants, amidon et gluten, ont un rôle décisif dans la réussite du pain. Elle représente 80 à 85% du grain de blé.

### Germe
Partie vivante du grain, il donne naissance à la future plante. Ce germe renferme beaucoup de matières grasses et de vitamines B et E. Il est souhaitable de ne pas le laisser dans la farine, pour éviter le rancissement des matières grasses qui donnerait un mauvais goût à la farine. Il représente 2 à 3% du grain de blé.

Relations entre les composantes biologiques et technologiques du grain de blé.

## Composition chimique
Le grain de blé se compose principalement d'amidon, présent exclusivement dans l'albumen amylacé et qui représente environ 70 % de la matière sèche totale.
Il comprend également  10 à 15 % de protéines et 8 à 10 % de pentosanes (hémicelluloses).
On y trouve également des lipides (2 à 3 %), de la cellulose (2 à 4 %), des sucres libres (2 à 3 %), des minéraux (1,5 à 2,5 %) et des vitamines. Tous ces constituants sont très inégalement répartis dans les différents tissus constitutifs du grain de blé. 
Outre l'amidon, l'albumen amylacé comprend des sucres simples, des protéines (gluten), des lipides et des vitamines. Ces protéines sont composées d'albumines, globulines, gliadines et gluténines. La combinaison des gliadines et gluténines, considérée comme protéines de stockage, constitue le complexe gluten.
L'assise protéique est constituée comme son nom l'indique de protéines, mais aussi de lipides, de matières minérales, de vitamines et d'oligoéléments.
Le germe contient également des protéines, ainsi que des lipides, des matières minérales et des vitamines. 
Les enveloppes sont constituées surtout de cellulose, de matières minérales et d'oligoéléments.
On y trouve aussi des alkyrésorcinols (lipides résorcinoliques ou phénoliques).